# مارلون مارو
مارلون مارو (21 يونيو 1965 بدوماغويتي في الفلبين - ) هو مدرب كرة قدم ولاعب كرة قدم فلبيني في مركز الدفاع. شارك مع منتخب الفلبين لكرة القدم. أما مع النوادي، فقد لعب مع Philippine Navy F.C. ‏.

## وصلات خارجية
- مارلون مارو على موقع قاعدة بيانات كرة القدم.إي يو (الإنجليزية)